# Жупитер
Жупитер (рум. Jupiter) је летовалиште и насеље града Мангалија у округу Констанца на југоистоку Румуније.

## Географија
Жупитер је познато румунско балнеоклиматско одмаралиште на обали Црног море које се налази 5 километара северно од Мангалије, а 40 километара од окружног седишта, Констанце. Северно од Жупитера се наставља летовалиште Нептун, а јужно Кап Аурора. Поред мора, код Жупитера се налази и језеро Жупитер и Тисмана као и заштићена шума Коморова.

## Демографија
Према попису из 2011. године, Жупитер је имао 11 становника. После Сатурна, најмање је насеље града Мангалија.